# Руч, Йонас
Йонас Руч (нем. Jonas Rutsch); (род. 24 января 1998, Эрбах, Гессен) — немецкий профессиональный шоссейный велогонщик, выступающий с 2020 года за команду мирового тура «EF Pro Cycling».

## Достижения
2018
2-й  Чемпионат Германии — Групповая гонка U23
2-й Эшборн — Франкфурт U23
10-й Букль де ля Майен — Генеральная классификация
2019
1-й Гент — Вевельгем U23
6-й Тур Родоса — Генеральная классификация
1-й  — Молодёжная классификация
6-й Тур Эльзаса — Генеральная классификация
8-й Тур Люксембурга — Генеральная классификация
8-й Тур Кёльна